# Phare de Verzenay
Le phare de Verzenay est un phare construit au début du XXe siècle, à des fins publicitaires, sur la commune de Verzenay dans la Marne et dont le site permet d'apprécier l'exceptionnel panorama sur le vignoble de Champagne. Il a repris vie dans le cadre d’un écomusée de la vigne.

## Histoire

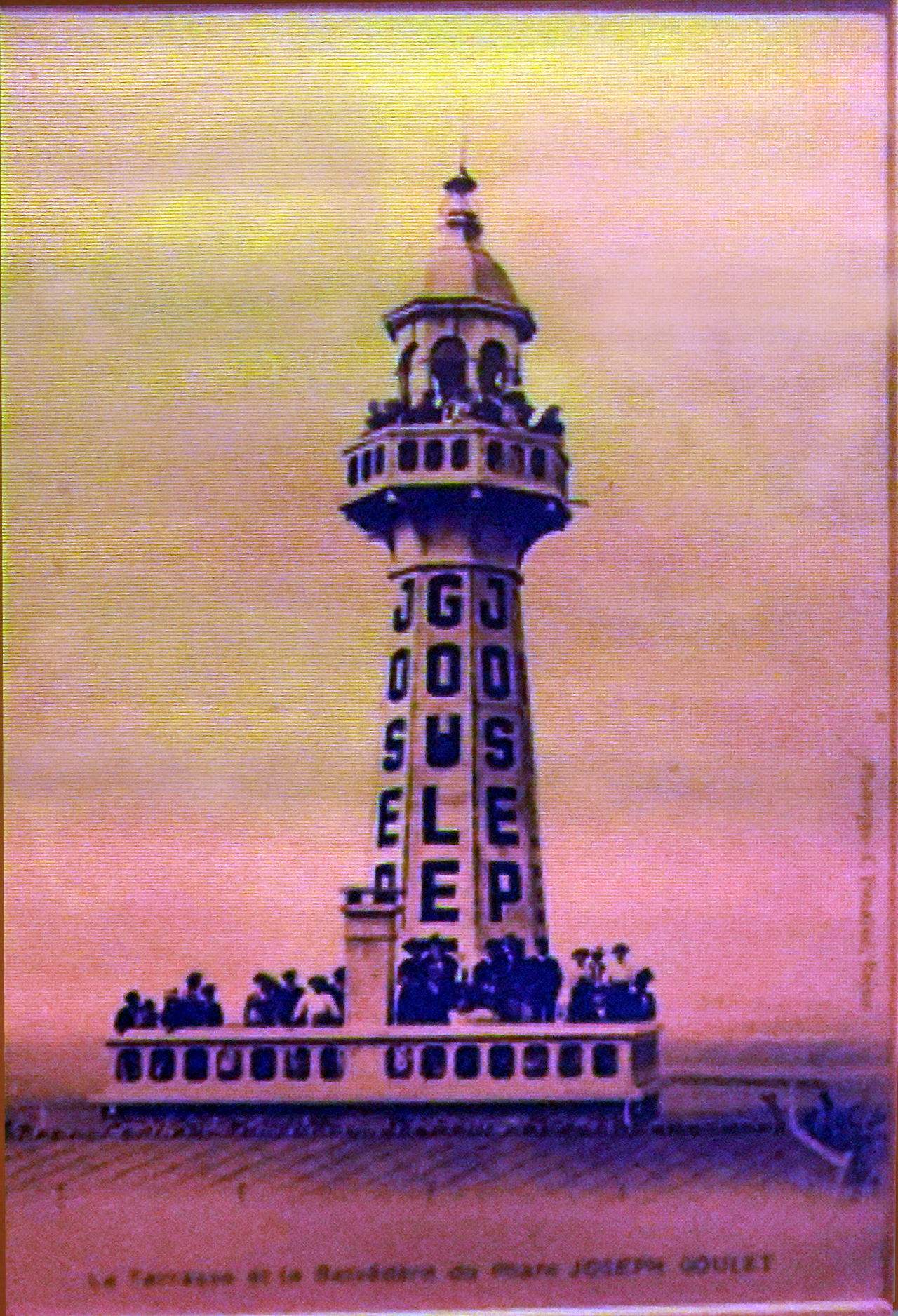
Publicité champagne Goulet.

Ce phare, en béton armé, a été construit sur le mont Rizan, en 1909 dans un but publicitaire pour le champagne Joseph Goulet. Le nom du champagne Joseph Goulet était verticalement inscrit sur le chant des six côtés de l’édifice et visible jusqu’à sa transformation en écomusée.
Le nom de Joseph Goulet n’a pas de lien avec les établissements Goulet-Turpin.

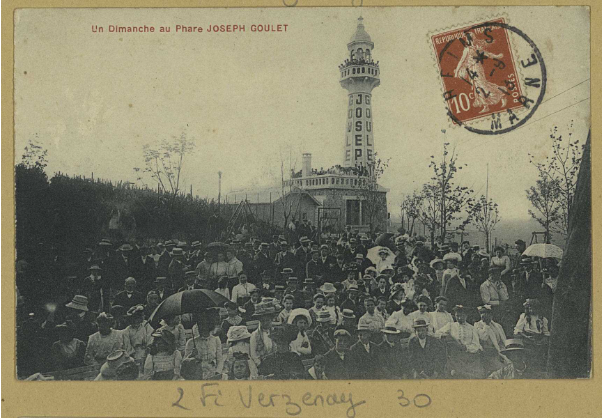
La foule du dimanche vers 1913.

Le site sert, comme le moulin, d'observatoire d'artillerie pendant la guerre de 1914-1918.
Les obus de la Première Guerre mondiale ont dégradé l'édifice qui n’a pas été réhabilité. Il est alors ignoré puis envahi par la végétation.
Le phare est la propriété de la maison Heidsieck, puis du groupe Mumm.
La commune en fait l'acquisition en 1987 avec l'idée d'y réaliser un musée de la vigne,.
Mais la réalisation du projet ne commence qu’à partir de 1994 pour un montant de 13,77 millions de francs.
L'ensemble est conçu par l'architecte François Wüstner, le paysagiste Jean-Marie Amelin et le muséographe Jean-Pierre Pinoteau.
En sus de la restauration du phare, un nouveau bâtiment, conique comme un tonneau, abrite un écomusée de la vigne.
Le 3 octobre 1999, le musée de la vigne, à l'intérieur du phare de Verzenay, ouvre ses portes au public.
Le 4 septembre 2009, la communauté de communes Vesle-Montagne de Reims, fête les 100 ans du phare, les 10 ans de son musée et inaugure le renouvellement muséographique.

## Rôle pendant les deux guerres mondiales
Comme le moulin de Verzenay, le phare était utilisé comme poste d'observation pendant la Seconde Guerre mondiale.
Au lendemain de la guerre, seule la tour du phare en béton armé a résisté aux tirs.
Autour, les bâtiments annexes ont tous été détruits.

## Équipements

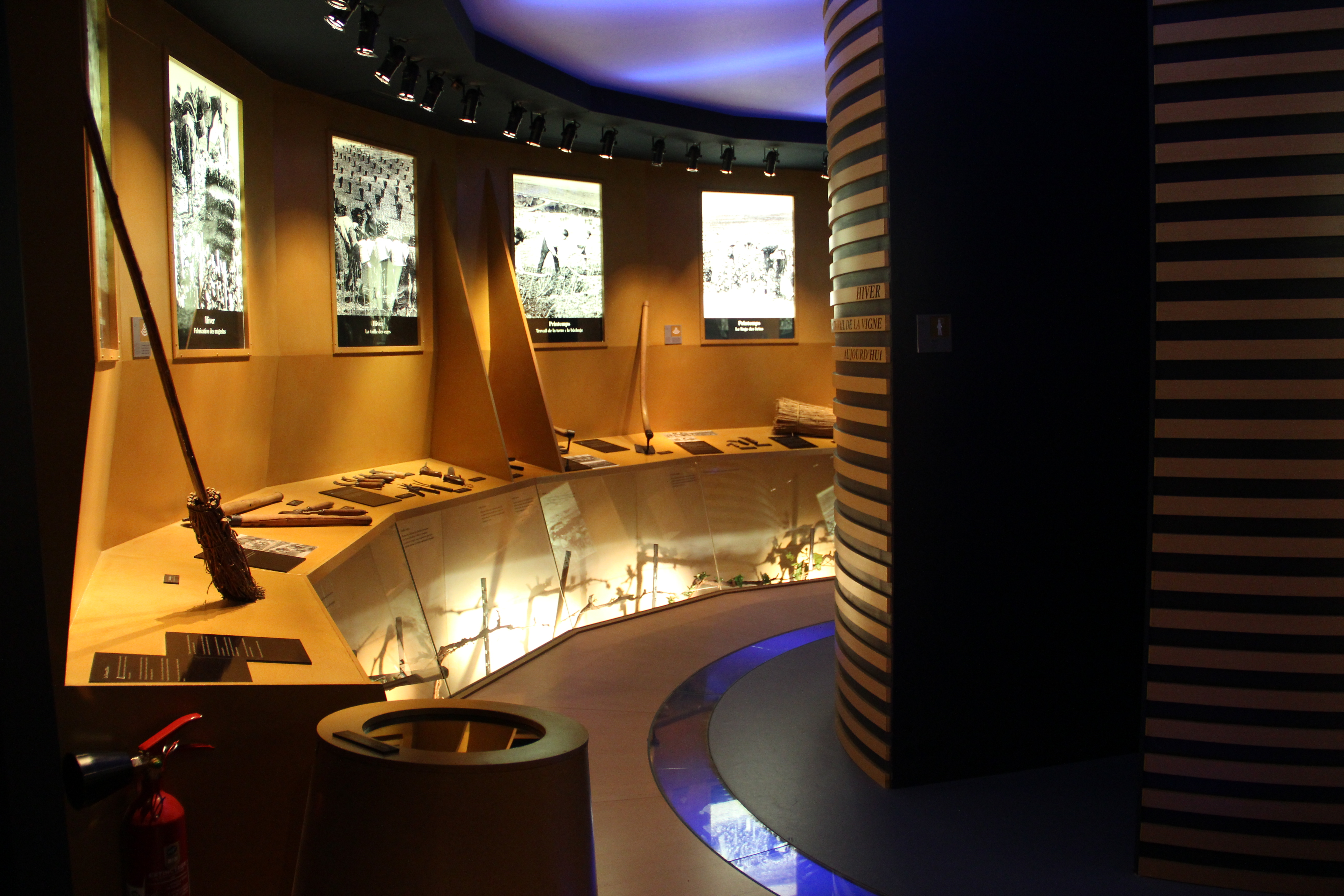
Salle du musée.

Le trajet du parking au phare se fait par une passerelle. L’accès au belvédère, situé à 25 mètres de hauteur, après avoir monté les 101 marches donne sur un panorama à 360° sur le vignoble de champagne.